# Diables de la région de Basse-Modène
« Diables de la région de Basse-Modène » et « pédocriminels de la région de Basse-Modène » sont des expressions journalistiques faisant référence à une secte présumée qui aurait organisé entre 1997 et 1998 dans les deux villes de Mirandola et de Massa Finalese (it) , dans la Basse-Modène en Italie, des abus sexuels ritualisés satanistes dans lesquels des enfants ont été agressés et assassinés.

## Histoire
En 1998, six adultes en Émilie-Romagne sont arrêtés pour des allégations de prostitution de leurs enfants, et de production de pornographie infantile. Les enfants témoignent alors avoir participé à des rituels satanistes.
En 2002, quatre personnes sont arrêtées pour « Satanisme et pédophilie  » à Pescara. La police a estimé que le groupe pouvait avoir abusé de dizaines d'enfants lors de rituels impliquant des corps volés lors de cérémonies.
En 2006, cinq membres du culte Beasts of Satan ont été emprisonnés pour trois meurtres rituels. Parmi les victimes figuraient la petite amie du chef de la secte, une jeune fugueuse qui avait rejoint le groupe et une femme apparemment destinée à être un sacrifice humain. La police a supposé que la secte avait probablement tué les deux membres pour avoir tenté de sauver la vie de la femme qu'ils devaient sacrifier. Les victimes ont été abattues, poignardées et enterrées vivantes,.
En avril 2007, six personnes ont été arrêtées pour avoir agressé sexuellement quinze enfants à Rignano Flaminio. Les suspects ont été accusés d'avoir filmé les enfants impliqués dans des actes sexuels avec une connotation « satanique  ».

## Postérité
En 2019, un parallèle a été fait avec l'affaire Bibbiano (également en Émilie-Romagne).